# Matthew Batten
Matthew Batten (Shelton, Connecticut, 22 de junio de 1995) es un jugador profesional estadounidense de béisbol que se desempeña en la posición de segunda base en San Diego Padres, equipo de las Grandes Ligas de Béisbol (MLB).

## Carrera
Fue seleccionado en la 32.ª ronda en el Draft de la MLB de 2017. En 2022 hizo su debut profesional con el equipo San Diego Padres, donde lleva jugando tres temporadas.